# COUCH
COUCH（カウチ）は、日本のバンド。

## 概要
benzo活動休止後、平泉光司が、2002年秋に意気投合した小島徹也、中條卓と結成。

2003年に1stアルバム「今日風、」をリリース。

バンド名は、ずっと一緒に馴染んでいけるお気に入りのカウチ・ソファのように、掛け替えのないマイルストーンであり続けることをモットーとするところからの命名。

## メンバー
- 平泉光司（ひらいずみこうじ、1972年7月17日 -）ボーカル、ギター 。北海道帯広市出身。
  - benzoでも活動中。
  - 近年はClingon（2009年-）、Soggy Cheerios（直枝政広＆鈴木惣一朗）（2013年-）、中田裕二（2014年-）のツアーサポート等も行っている。[1][2][3]
  - 妻はシンガーソングライターのイノトモ。

- 中條卓（なかじょうたかし、1965年1月18日 -）ベース 。神奈川県南足柄市出身。
  - シアター・ブルック、blues.the-butcher-590213、OKI DUB AINU BANDでも活動中。

- 小島徹也（こじまてつや、1967年2月9日 -）ドラム 。東京都文京区出身。
  - オリジナル・ラヴ、ゆず、ヒックスヴィル、東京スカパラダイスオーケストラ、シアター・ブルックなどのサポートを務める。

## 主なライブ
THE TOKYO EVENING
|        | 開催日         | 場所                | ゲスト                                                  |
| ------ | -------------- | ------------------- | ------------------------------------------------------- |
| vol.1  | 2003年7月20日  | 渋谷7thFLOOR        | 柳田久美子、村瀬拓也、ハンバート ハンバート、ナオリュウ |
| vol.2  | 2003年12月7日  | 渋谷7thFLOOR        | Clingon、サンタラ、ベスト・ミュージック                 |
| vol.3  | 2004年4月7日   | 下北沢CLUB Que      | 吉田直樹、apartment、コーヒーカラー                     |
| vol.4  | 2004年11月16日 | 下北沢CLUB Que      | Caravan、櫛引彩香with中村泰弘＋エマーソン北村           |
| vol.5  | 2005年7月23日  | 下北沢CLUB Que      | アゲハ、RANT STAR、木暮晋也（ヒックスヴィル）           |
| vol.6  | 2005年12月3日  | Zher the ZOO YOYOGI | hàl、Daily-Echo、GHETTO                                 |
| vol.7  | 2006年7月24日  | 秋葉原dress TOKYO   | ベベチオ、M☆A☆S☆H                                       |
| vol.8  | 2007年1月23日  | 下北沢440           | ビューティフルハミングバード、Thousands Birdies' Legs   |
| vol.9  | 2007年8月28日  | 下北沢440           | 青山陽一、木村ひさしBAND                                |
| vol.10 | 2008年1月29日  | 下北沢440           | マルサンズ、真城めぐみ                                  |
| vol.11 | 2008年5月11日  | 南堀江knave         | 木村ひさし、大柴広己                                    |
| vol.12 | 2009年2月25日  | 下北沢440           | Chocolat & Akito                                        |
| vol.13 | 2010年2月18日  | 吉祥寺MANDA-LA2     | タマコウォルズ、（飛び入り）青山陽一                    |
| vol.14 | 2010年9月27日  | 下北沢440           | 高野寛                                                  |
| vol.15 | 2012年3月20日  | 渋谷gee-ge          | 直枝政広（カーネーション）                              |
| vol.16 | 2012年10月23日 | 渋谷gee-ge          | BIGNOUN                                                 |
| vol.17 | 2013年11月11日 | 渋谷gee-ge          | 岩崎慧（セカイイチ）                                    |
| vol.18 | 2014年8月21日  | 渋谷gee-ge          | ジャック達                                              |
| vol.19 | 2016年4月26日  | 渋谷gee-ge          | 佐々木健太郎（アナログフィッシュ）                      |
| vol.20 | 2016年9月22日  | 渋谷gee-ge          | 佐々木健太郎（アナログフィッシュ）                      |